# Радио С2
Радио Индекс је једна од пет комерцијалних радио станица са националном фреквенцијом за целу територију Србије. Основна фреквенција за подручје Београда је 88,9 MHz. Радио Индекс је урбана радио-станица, окренута образованој публици, модерних схватања, од студентског доба до најбољих средњих година. Програм Радио Индекса најкраће се може описати као: поуздане информације и нормална музика. Поред информативног, посебна пажња је посвећена забавном и контакт програму, специјализованим музичким емисијама и кратким радијским формама.
Људи који су створили данашњи Радио Индекс и медијски бренд ИНДЕКС некада су стварали и студентски радио програм "Индекс 202", "Индексово радио позориште" и Универзитетски радио „Индекс".
Студентски радио програм "Индекс 202" емитован је као једносатна дневна емисија на станици „Београд 202" од 1971. Многа данас позната имена српског новинарства прошла су кроз редакцију „Индекса 202". Током осамдесетих нарочито је било популарно „Индексово радио позориште“, а редовни програм „Индекса 202" постао је практично први независни електронски медиј у тадашњем социјализму на заласку.
Маја 1989. екипа „Индекса 202", у сарадњи са омладинском емисијом „Ритам срца“ Радија Студио Б, оснива Омладински радио Б92. Сарадња је трајала до јуна 1990. када се „Индекс 202" враћа на програм „Београда 202".
Универзитетски радио „Индекс" су током студентских демонстрација 1992. основали Универзитет у Београду и Универзитет уметности. Емитовање на фреквенцији 88,9 MHz почело је 19. јуна 1992. у 15:20 из Студија 15 Радио Београда у Македонској улици, на основу уговора о сарадњи београдских универзитета и РТС-а. У новембру 1998. Универзитетски радио „Индекс“ је избачен из просторија Радио Београда. Тим чином је уједно и престао да постоји као медиј, јер су у Радио Београду остали студио за емитовање, редакцијска опрема и предајник на фреквенцији 88,9 MHz. Београдски универзитети, тада под контролом Милошевићевог режима, именовали су ново руководство, које никада није успело да поново покрене емитовање програма угашеног Универзитетског радија „Индекс“.
Екипа новинара и уредника је у августу 1999. наставила да ради под називом Радио Индекс, али на другој локацији, са другом опремом и другим предајником на фреквенцији 99,8 MHz, набављеним приватним капиталом. Нови Радио Индекс није имао никакве финансијске ни правне везе са оснивачима већ угашеног Универзитетског радија „Индекс“ (Универзитетом у Београду и Универзитетом уметности), чак су тадашња руководства оба универзитета одбијала сваки контакт са члановима редакције. Радио Индекс је једини независни електронски медиј у Београду који је 5. октобра 2000. емитовао директан програм са улица Београда.
Од децембра 2015. године Радио "Индекс" се зове Радио С2.

## Фреквенције
- 88,9 MHz Tорлак - за покривање Београда и околине
- 89,7 MHz Црни врх - за покривање Пирота и Димитровграда
- 89,8 MHz Пљачковица - за покривање Врања и Врањске Бање
- 91,5 MHz Oвчар - за покривање Чачка, Краљева и околине градова и општина у Рашком округу
- 91,9 MHz Кикиндa
- 93,2 MHz Тилва (Дели Јован) - за покривање Борског и Зајечарског округа
- 94,1 MHz Фрушка гора - за покривање Новог Сада, Сремске Митровице и Зрењанина
- 94,3 MHz Рудник - за покривање Крагујевца и целе Шумадије
- 95,3 MHz Битовик - за покривање Пријепоља, Нове Вароши и Прибоја
- 96,2 MHz Црвено Село - за покривање Суботице
- 100,8 MHz Сомбор
- 103,2 MHz Гобеља - за покривање Копаоника, Новог Пазара, Рашке и Сјенице
- 103,8 MHz Гучево - за покривање Лознице и Шапца
- 104,3 MHz Црешња - за покривање Сурдулице и Владичиног Хана
- 104,6 MHz Вршац
- 105,5 MHz Средњи Врх - за покривање Јагодине, Ћуприје, Параћина и околине ових градова
- 106,0 MHz Јастребац - за покривање Ниша, Нишке Бање, Лесковца, Власотинца, Остатовице и Крушевца